# Paducah (Kentucky)
Paducah è una città degli Stati Uniti d'America, nella contea di McCracken, nello Stato del Kentucky.